# 勞雷亞諾·馬爾克斯
勞雷亞諾·馬爾克斯（西班牙語：Laureano Márquez，1963年7月4日—），是一位西班牙裔委內瑞拉籍的幽默家和作家，出生於加那利群島。

## 生平
勞雷亞諾·馬爾克斯1963年出生於加那利群島中的特內里費島，長大後在委內瑞拉中央大學取得政治學學位。

### 活躍於媒體
作為一個演員，他在多個電台與電視台扮演領導者角色，例如「Radio Rochela」、等，也參與了幾部劇本的編寫，包括、和。
他也是數個刊物的專欄作家，包括《委內瑞拉國民報》和《Tal Cual》；他在2001年贏得獎中的「年度最佳詼諧文章」，同時也出版了幾本諷刺小說、和。

### 對政府的諷刺

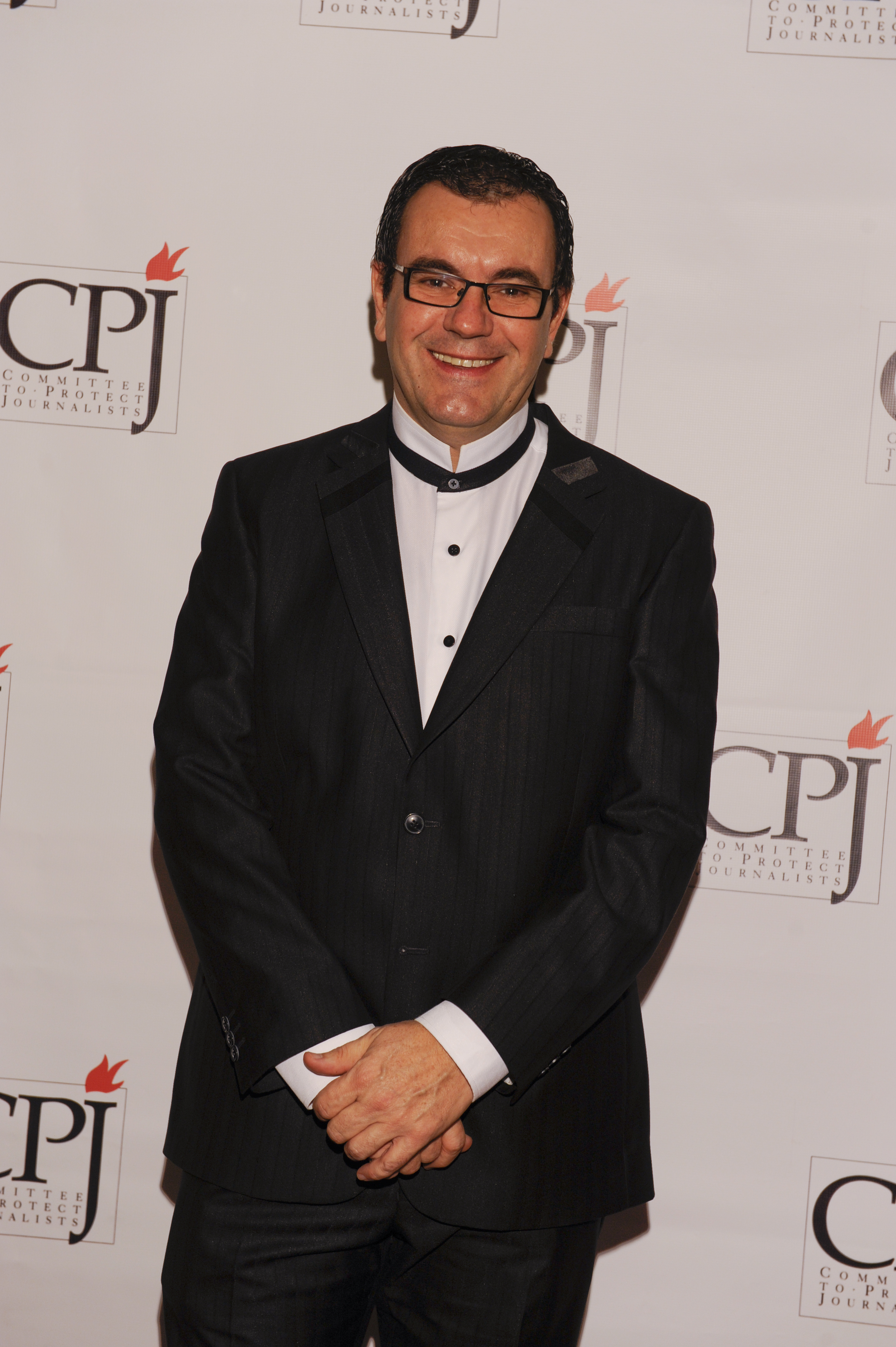
馬爾克斯在2010年國際新聞自由獎頒獎典禮上留影。

馬爾克斯同時聞名於發表詼諧和諷刺的言論，抨擊委內瑞拉的政治人物，這使他如同走在一條微妙平衡的鋼索上；2007年，他因為創作了一張總統烏戈·查維茲與其女兒對話的諷刺圖，而遭當地法院罰款。
2010年2月，他又寫了一篇文章「委內瑞拉沒有王冠（Venezuela sin Esteban）」，內容直指總統烏戈·查維茲，對此委內瑞拉通訊和信息部要求對《Tal Cual》開啟一項調查。

### 獲獎
2010年，馬爾克斯獲得國際組織保護記者委員會頒發的國際新聞自由獎，以表彰他在威脅與攻擊之下捍衛新聞自由的勇氣。

## 外部連結
- 馬爾克斯的個人網站 （页面存档备份，存于）